# Homilia

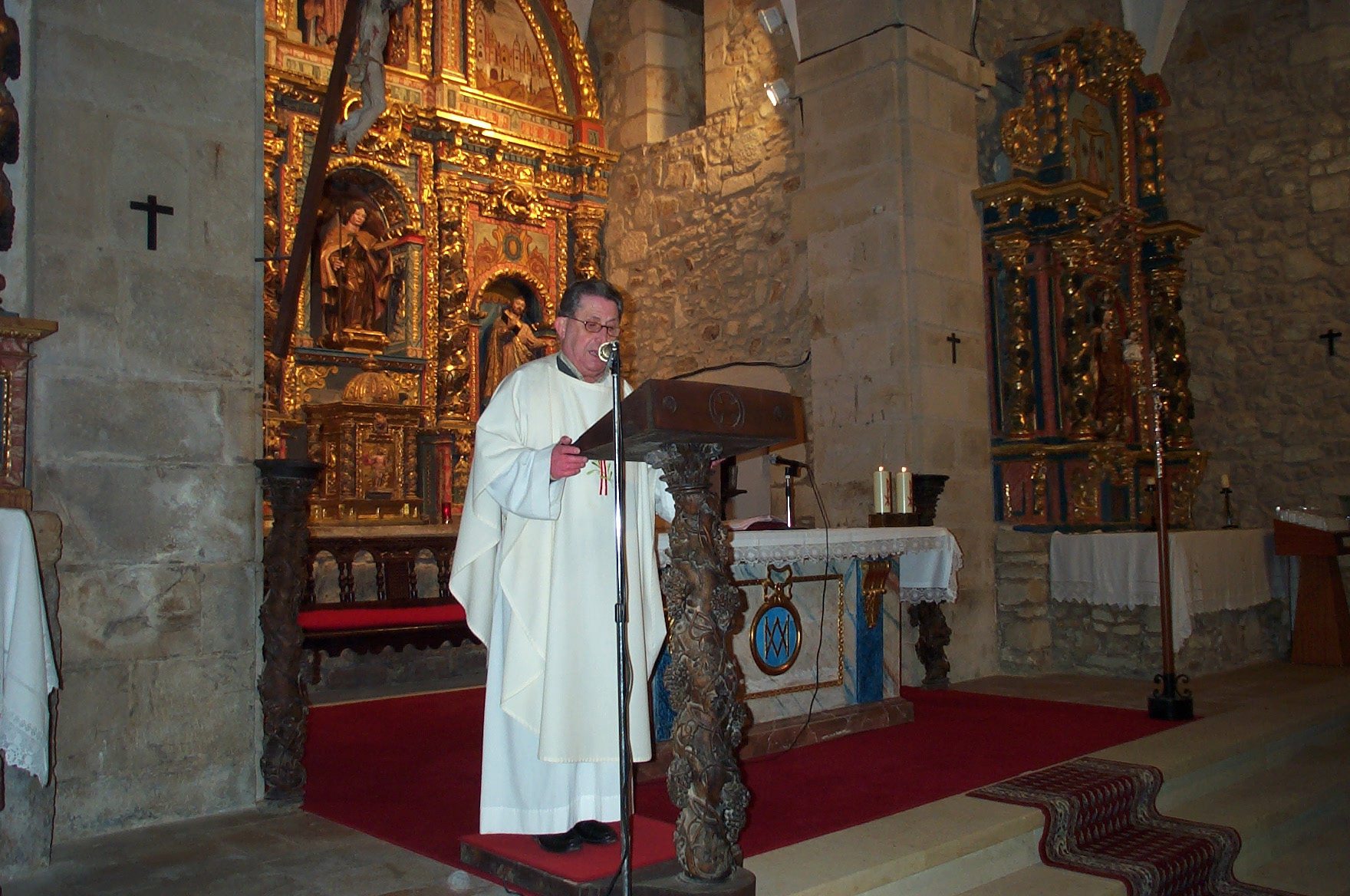
Sacerdote católico proferindo a homilia

Homilia é uma prelecção dada por um sacerdote cristão no decorrer de uma missa após a leitura do Antigo Testamento e do Novo Testamento, e antes da recitação do Credo. A homilia tem a função de explicitar a fé o significado dos vários elementos litúrgicos, também em relação à situação dos presentes, para que o encontro dialogal com Deus se torne verdadeiramente consciente para todos e cada um. Na prática, a homilia deve ser uma "conversa familiar" do homiliasta com o povo de Deus e a sua Igreja. 
Era muito utilizada no período Cristianismo primitivo, por ser explicativo, de caráter exegético (a explicação do tema dá-se através das Escrituras) e exortativo, por promover uma exposição das verdades cristãs.

## Introdução
Todos os domingos, milhares de comunidades reúnem-se e ouvem as leituras bíblicas seguidas pela homilia. O termo homilia significa "conversa familiar", continuando o assunto das leituras proclamadas. É uma pregação do Evangelho, proferida pelo Sacerdote, ou seja, uma explicação da leitura, dada em forma de discurso. Esta deve fazer a ligação entre a Bíblia, a vida dos presentes e a celebração. Deve clarificar as leituras e questionar a realidade, tentando perceber o sentido dos acontecimentos no plano de Deus, tendo como ponto de referência a pessoa, a vida, a missão, a morte e a ressurreição de Jesus Cristo.
A homilia ou partilha da Palavra abre perspectivas, esclarece, mostra a presença e a ação de Deus dentro dos acontecimentos. Mostra a graça e o pecado, a luz e as trevas. Mostra como a história de Jesus se continua na nossa história. Mostra a Promessa de Deus se realizando aqui e agora.
Mas a homilia ou partilha da Palavra deve também chacoalhar e interpelar a comunidade. Acordá-la para o compromisso com o Reino de Deus e o testemunho da ressurreição; para sermos sinal de Deus na sociedade em que vivemos.
A homilia deve ainda nos convidar e motivar para vivermos profundamente a Aliança e a Comunhão com o Senhor dentro da celebração, através das preces e orações, através do rito penitencial e da comunhão, através dos cantos, dos gestos e das atitudes do corpo.

## Preparando a homilia
É importante que o sacerdote leia alguma explicação sobre as leituras proclamadas. No Brasil, os sacerdotes de muitas comunidades usam a revista Vida Pastoral ou a Mesa da Palavra, ou mesmo os subsídios da CNBB. É preciso também lembrar os acontecimentos mais significativos da semana. Caso a homilia seja feita por uma pessoa só, é importante que a prepare com um pequena equipe, ligando Bíblia, vida e celebração. Não deve ser lida, mas comunicada. Por isso, é melhor escrever apenas alguns tópicos com a sequência do assunto, não o texto inteiro.
Não é através de livros, artigos e teorias que se aprende a fazer uma homilia. Claro, estas mediações podem ajudar, mas a homilia como comunicação viva se aprende e se aperfeiçoa "fazendo homilia", tal como só se aprende mesmo a celebrar celebrando, e a cantar cantando, e a dançar, dançando. Esta arte exige um mínimo de "dom e carisma" de comunicação da palavra falada e do gesto. Mas não fica no "Dom", pois supõe a aprendizagem da técnica e da competência.
A maneira de dizer chega muito mais ao outro do que o que se diz, sobretudo se trata de falar ao coração e não simplesmente à inteligência.

## Antes da homilia
Ter a sensibilidade para perceber tudo o que é vida / morte na e pela cidade através das conversas informais, leituras, filmes, televisão, programas de rádio, canções, teatros, as expressões verbais ou não verbais em uso, ocorrências e tudo mais que é vida. A exigência fundamental é o contato com a Palavra de Deus ao longo da semana, ao longo da vida diária num processo de fermentação; descoberta da ideia-força e da palavra-chave; a criatividade em busca de um "gancho" atual e concreto para "prender" os destinatários; conhecimento básico e vivo da assembleia (nunca descer de helicóptero para fazer uma homilia e depois levantar voo, o que pode acontecer mesmo com quem está presente na celebração, mas ao mesmo tempo voando).

## Momento da homilia
O momento da homilia é parte integrante de um momento maior, que é a ação celebrativa toda. A comunicação da homilia deve buscar ser:
- Um tom familiar, direto, alegre, seguro, convicto, simples, espontâneo e solto;
- Uma linguagem da vida de hoje e do hoje, desprovida de qualquer pretensão de ser o único que sabe, o "dono da verdade". Portanto, boa dose de humildade, demonstrando (sem ter que dizer) que o primeiro necessitado e carente da Palavra é ele próprio.
- Uma comunicação penetrada da dimensão humana, usando a linguagem integral, gestos adequados, expressão corporal, postura do olhar buscando ver todos sem se fixar em ninguém a não ser quando necessário para um ´efeito´ especial de comunicação, movimentos sóbrios, mas vivos e perceptíveis por todos, silêncio bem dosado e na busca da participação dos ouvintes, perguntas diretas e penetrantes, com pausa suficiente para chegar ao coração e ao pensamento de quem ouve.
- Uma duração que leve em conta o tempo total da celebração, sabendo-se que manter a atenção de uma comunidade grande depois de 10 a 12 minutos de fala é dom para muito poucos pregadores;
- Um uso correto da voz através da dicção, articulação, movimento de frases, realce de expressões-chave, sonoridade, sabendo aproveitar a tessitura aguda ou grave que toda voz tem;
- Uma utilização, no mínimo, correta do microfone, levando em conta a acústica, as dimensões do local e o número dos presentes;
- Uma dose exata e viva de emoção, falando sim com a voz, mas comunicando com o coração e com a vida. É de coração a coração que se faz uma homilia, sobretudo se já se compreende que celebrar é muito mais emocionar-se do que entender;
- Um cuidado carinhoso para com a celebração que vai continuar após a homilia. Esta continuidade dá margem a aproveitar momentos posteriores à homilia e nos quais se pode retomar (sem fazer outra homilia) o tema central da Palavra refletida, sobretudo o momento da despedida

## Após a homilia
Uma revisão pessoal imediatamente depois de terminada a homilia, num breve momento de silêncio. Este silêncio ajuda a fazer ressoar no coração dos ouvintes a reflexão e ajuda a uma revisão rápida, mas direta de como foi a homilia.
Ouvir a avaliação de uma pessoa escolhida com antecedência para fazer as observações, críticas, elogios, comentários e perguntas, que devem ser acolhidas para um futuro aproveitamento e sempre com o objetivo de melhorar.